# Владимирский сельсовет
Влади́мирский сельсове́т — сельское поселение в Воскресенском районе Нижегородской области.
Административный центр — село Владимирское.

## География
Граница сельского поселения Владимирский сельсовет проходит:

В южном направлении по середине восточной просеки Воскресенского лесхоза.

В западном направлении по середине южной просеки Воскресенского лесхоза. По восточной окружной границе земель колхоза "Путь к новой жизни" до Воскресенского лесхоза. По южной окружной границе земель ООО "Рассвет" до  Воскресенского лесхоза, далее в западном направлении по южной границе Воскресенского лесхоза, далее в западном направлении по южной окружной границе земель СПК "Шадринское" до  Воскресенского лесхоза, далее по южной и западной границе квартала 75 Воскресенского лесхоза, далее от Воскресенского лесхоза в северном направлении по западной окружной границе земель СПК "Шадринское".

В северном направлении по середине западной просеки  Воскресенского лесхоза, далее в северо-восточном направлении по середине западной просеки Воскресенского лесхоза, далее от Воскресенского лесхоза.

 В восточном направлении по северной окружной границе земель СПК "Шадринское", далее по окружной границе земель СПК "Владимирский". По северной окружной границе земель СПК "Владимирский" до  Воскресенского лесхоза, далее в восточном направлении по северной границе Воскресенского лесхоза.

В юго-восточном направлении по северной границе  Воскресенского лесхоза до окружной границы земель колхоза "Путь к новой жизни". По северной границе Воскресенского лесхоза..

## Население
| 2002  | 2010  | 2012  | 2013  | 2014  | 2015  | 2016  |
| ----- | ----- | ----- | ----- | ----- | ----- | ----- |
| 1983  | ↘1749 | ↗1757 | ↗1770 | ↘1738 | ↘1652 | ↘1626 |
| 2017  | 2018  | 2019  | 2020  | 2021  |       |       |
| ↘1623 | ↘1617 | ↘1563 | ↘1553 | ↘1164 |       |       |

## Состав сельского поселения
| №  | Населённый пункт | Тип населённого пункта       | Население |
| -- | ---------------- | ---------------------------- | --------- |
| 1  | Александровка    | деревня                      | →0        |
| 2  | Аршиново         | деревня                      | ↘9        |
| 3  | Владимирское     | село, административный центр | ↘696      |
| 4  | Бараново         | деревня                      | ↗189      |
| 5  | Большие Ключи    | деревня                      | ↘24       |
| 6  | Быдрей           | деревня                      | ↘18       |
| 7  | Зимарка          | деревня                      | ↗11       |
| 8  | Каменка          | деревня                      | ↘83       |
| 9  | Лобачи           | деревня                      | ↘105      |
| 10 | Мартьяново       | деревня                      | ↘10       |
| 11 | Осиновка         | деревня                      | ↘75       |
| 12 | Пигалёво         | деревня                      | ↘61       |
| 13 | Пузеево          | деревня                      | ↘36       |
| 14 | Рассадино        | деревня                      | ↘13       |
| 15 | Топан            | деревня                      | ↘19       |
| 16 | Шадрино          | деревня                      | ↘251      |
| 17 | Шишенино         | деревня                      | ↘6        |
| 18 | Шурговаш         | деревня                      | ↘143      |